# Bonaventure (stacja metra)
Bonaventure – stacja metra w Montrealu, na linii pomarańczowa. Obsługiwana przez Société de transport de Montréal (STM). Znajduje się w dzielnicy Ville-Marie.